# Скольжение (фильм)
«Скольжение» — художественный полнометражный кинофильм режиссёра Антона Розенберга. Создан в 2013 году и вышел в кинопрокат 11 июня 2015 года. Мировая премьера картины состоялась в рамках основной конкурсной программы 35-го Московского международного кинофестиваля (2013).

## История создания
В 2010 году режиссёр-постановщик Антон Розенберг создал одноименный короткометражный фильм с бюджетом в 1,5 тыс. долларов. В 2011 году при поддержке кинокомпании «MULTILAND» и продюсера Александра Голутвы были начаты съемки полнометражного фильма «Скольжение».

## Сюжет
В центре сюжета группа оперативников Госнаркоконтроля, долгое время занимавшихся «крышеванием» незаконного оборота наркотиков. Их жизнь резко меняется, как только они попадают в «разработку» ФСБ .

## Актёрский состав
| Актёр                | Роль                               |
| -------------------- | ---------------------------------- |
| Владислав Абашин     | Пепл                               |
| Алексей Игнатов      | «Старый» (Олег Викторович Назаров) |
| Михаил Солодко       | Рыма                               |
| Владимир Лукьянчиков | Макс                               |
| Наталья Швец         | Юля, жена Пепла                    |
| Александр Борисов    | ФСБэшник                           |
| Ольга Смирнова       | Альбина Поташова, стюардесса       |
| Николай Козак        | Игорь Андреевич                    |
| Мария Саффо          | Полина                             |
| Алексей Шкатов       | Алексей                            |
| Константин Тополага  | руководитель специальной операции  |
| Анна Липко           | медсестра в травмпункте            |
| Александр Загрудный  | бизнесмен                          |
| Андрей Стоянов       | Неволин                            |
| Валерий Новиков      | Вадим                              |
| Сергей Коваленко     | командир спецназа ФСБ              |
| Александр Стёпин     | Сафрон                             |
| Андрей Снежко        | инспектор ГИБДД                    |